# Christian Heinrich Rinck

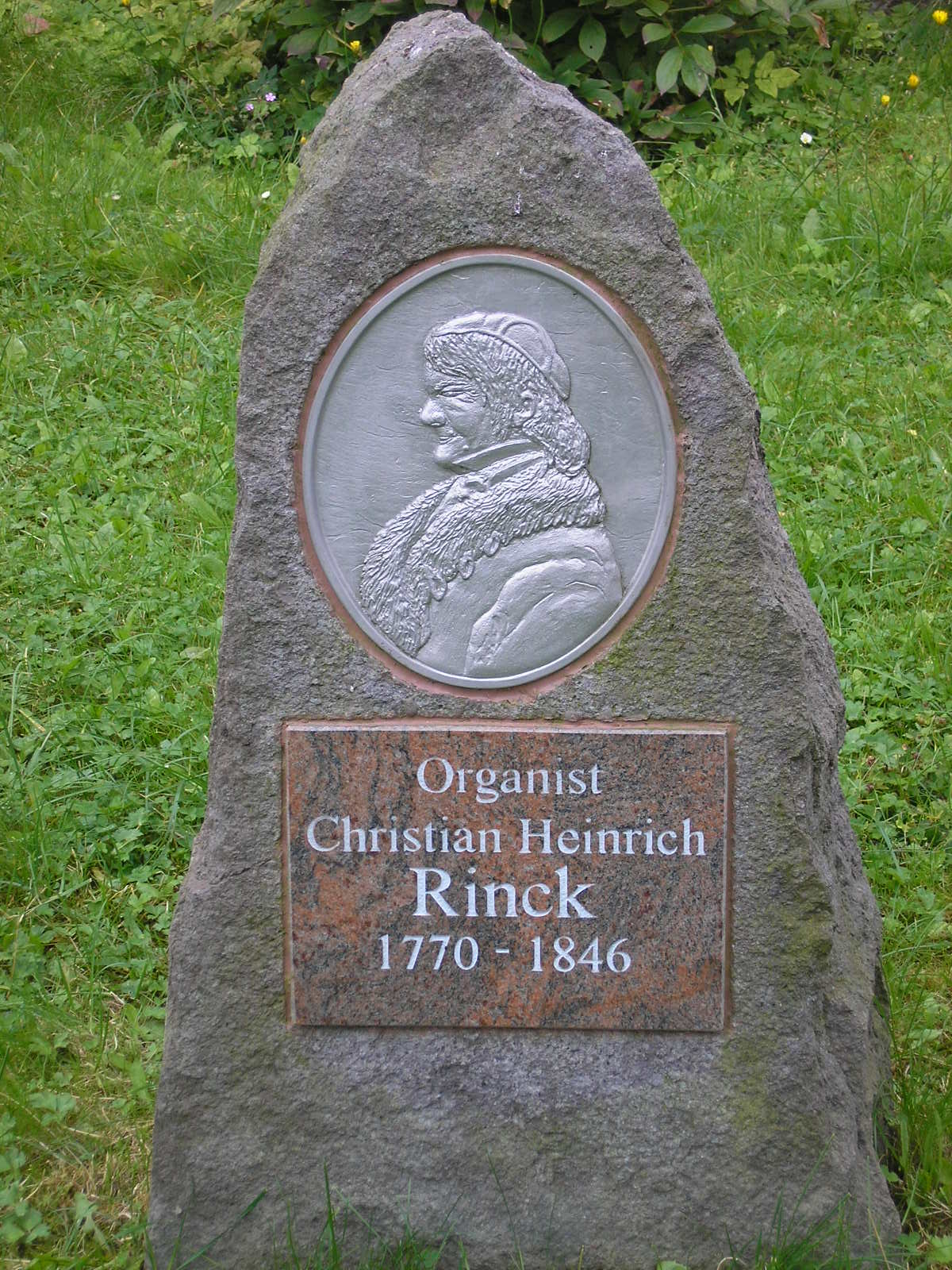
Monument voor Christian Heinrich Rinck in zijn geboortestad

Johann Christian Heinrich Rinck (Elgersburg, 18 februari 1770 – Darmstadt, 7 augustus 1846) was een Duits componist, organist en muziekcriticus.

## Levensloop
Rinck is afkomstig vanuit een lerarenfamilie. Vanaf 1786 kreeg hij orgel- en compositielessen bij een leerling van Johann Sebastian Bach, met de naam Johann Christian Kittel (1732-1809) in Erfurt. Hij vond zich zelf goed opgeleid en werd in 1790 stadsorganist in Gießen. In 1803 werd hij aldaar zelfs "Universiteitsmuziekdirecteur", maar hij voelde zich van het Duitse muziekleven afgesneden en poogde al voor de eeuwwisseling Gießen te verlaten. Eerst in 1805 vertrok hij naar Darmstadt en werd Cantor en organist aan de stadskerk. Later kwam hij in dienst als hoforganist en kamermusicus bij groothertog Lodewijk I van Hessen-Darmstadt. Verder werkte Rinck als muziekleraar aan het zogenoemde "Paedagogium", waaruit later het Ludwig-Georgs-Gymnasium werd. Zijn functie liet het ook toe, dat hij een invloedrijke muziekcriticus werd.
Rinck was al vroeg als uitstekende organist bekend en werd als deskundige veel gevraagd. Hij maakte ook verschillende concertreizen.
Zijn orgelcomposities waren zeer gewaardeerd en zijn "Praktische Orgelschule", op. 55 was in Duitsland een vooraanstaande methode tot in de 20e eeuw. Voor de muziekuitgeverij Schott in Mainz bewerkte hij de Missa Solemnis van Ludwig van Beethoven als piano-uittreksel. In 1840 werd hij door de Justus Liebig Universiteit Gießen tot eredoctor benoemd. Tot zijn leerlingen behoorde onder andere ook Adolf Friedrich Hesse. Rinck leverde een belangrijk bijdrage voor de vernieuwing en verbetering van de Protestantse orgelmuziek aan het begin van de 19e eeuw.
In Darmstadt bestaat er een "Christian-Heinrich-Rinck-Gesellschaft Darmstadt e.V.".

## Composities

### Werken voor harmonieorkest
- Preis und Anbetung, voor mannenkoor en harmonieorkest (bewerking door: Franz Watz)

### Missen, cantates, motetten en gewijde muziek
- Missa, voor sopraan, alt, tenor, bas, gemengd koor en orgel, op. 91
- Herr, ich bleibe stets an Dir (Heer, ik zal altijd bij je blijven) - Psalm 73, motet voor vier solisten, gemengd koor en orgel, op. 127
- Gebet für Verstorbene, motet voor solisten, gemengd koor en orgel, op. 71
- Charfreytags-Kantate (Cantate voor de Goede Vrijdag), cantate voor solisten, gemengd koor en orgel, op. 76
- Befiehl dem Herrn deine Wege, motet voor solisten, gemengd koor en orgel, op. 85
- Lobe den Herrn meine Seele, motet voor vier solisten, gemengd koor en orgel, op. 88
- Gott sey uns gnädig und segne uns!, motet voor solisten, gemengd koor en orgel, op. 109
- Halleluja von Pfeffel, motet voor sopraan, alt, tenor, bas en piano, op. 63
- Das "Vater unser..." (Het "Vader onzer..."), voor sopraan, alt, tenor, bas en orgel
- Weihnachtskantate (Kerst cantate), op. 73
- Gott sorgt für uns, cantate voor gemengd koor en orgel, op. 98
- Todten-Feier, voor gemengd koor, op. 68

### Vocale muziek
- Sechs geistliche Lieder, voor zang en orgel (of piano), op. 81

### Kamermuziek
- 1803 Pianotrio in Es groot, voor viool, cello en piano
- 1812 Drie pianotrios, voor viool, cello (ad lib.) en piano, op. 32
- 1834 Drie pianotrios, voor viool, cello ("obligés") en piano, op. 34
- Sonate in G groot, voor dwarsfluit en piano (naar het "Fluitconcert" voor orgel uit op. 55, 5. Band Nr. 8), bewerkt door Oliver Drechsel
- Sonate très facile nr. 1 in Bes groot, voor viool en piano (klavecimbel)
- Sonate très facile nr. 2 in G groot, voor viool en piano (klavecimbel)
- Drei Sestetti

### Werken voor orgel
- Ausgewählte Orgelwerke (Reprint), hg. door Jens-Michael Thies
  1. Douze Preludes pour l'orgue, op. 25
  2. Zwölf Orgelstücke, op. 29
  3. Drei Nachspiele für die Orgel, op. 78
  4. Neun Variationen und Finale, op. 90
  5. 15 leichte fugierte Nachspiele op. 114
- Praktische Orgelschule, op. 55, 6 Vols. (hrsg. von W. Volckmar; Reprint, hg. von Christoph Dohr):
  1. Band 1 (12 zweist. Sätze; 88 Pedal-Übungen; 12 dreistimmige Sätze; 12 vierstimmige Sätze; 30 Präludien in allen Tonarten)
  2. Band 2 (12 Choräle m. Veränderungen)
  3. Band 3 (15 leichte Nachspiele)
  4. Band 4 (15 fugierte Nachspiele)
  5. Band 5 (2 Prä- u. 4 Postludien; Fantasia patetica; "Flötenkonzert"; Variationen "Heil Dir im Siegeskranz"/"God Save the king")
  6. Band 6 (Große Präludien, Fugen etc.)
- Kleine und leichte Orgelstücke, op. 1
- Zwölf kurze und leichte Orgelstücke, op. 2
- Concert in F groot, voor orgel solo
- Concertstuk, voor orgel solo, op. 33
- 12 Adagios, op. 57
- Präludien, op. 120

### Werken voor piano
- 30 Exercices à deux parties dans tous les tons, op. 67
- Nieuwe uitgave van de variaties voor piano
  1. vol. 1:
    1. Freut euch des Lebens, op. 39
    2. Das Vögelchen, op. 61
    3. Brüder lagert euch im Kreise, op. 44

  2. vol. 2:
    1. Zieht ihr Krieger, zieht von dannen, op. 51
    2. Zu Steffen sprach im Traume, op. 62

  3. vol. 3:
    1. Andante con Variatione, z. op. (1798) voor piano of Clavichord
- Deux Sonates pour Pianoforte à quatre mains, op. 50 in F-groot en op. 86 in Bes-groot ("d'une difficulté progressive")
- Six Menuets et Trios, pour Pianoforte à quatre mains, op. 13
- Douze Menuets et Trios, voor piano vierhandig, op. 79
- Trois Sonates à quatre mains, op. 26
- Trois Divertissements (d'une difficulté progressive), voor piano vierhandig, op. 36
- Trois Divertissements à quatre mains d'une difficulté progressive, op. 41
- Variaties, voor piano vierhandig, op. 102
  1. Vijf variaties over de cavatine "Nach soviel Leiden" van Gioacchino Rossini, op. 102,1
  2. Vijf variaties over het lied "Es kann ja nicht immer so bleiben", op. 102,2

## Publicaties
- Johann Christian Heinrich Rinck: Selbstbiographie, Breslau, 1833.